# Cecil Kimber
Cecil Kimber (12 de abril de 1888 - 4 de febrero de 1945) fue un diseñador de automóviles británico, conocido por su papel como impulsor de la compañía fabricante de coches deportivos MG. 

## Semblanza

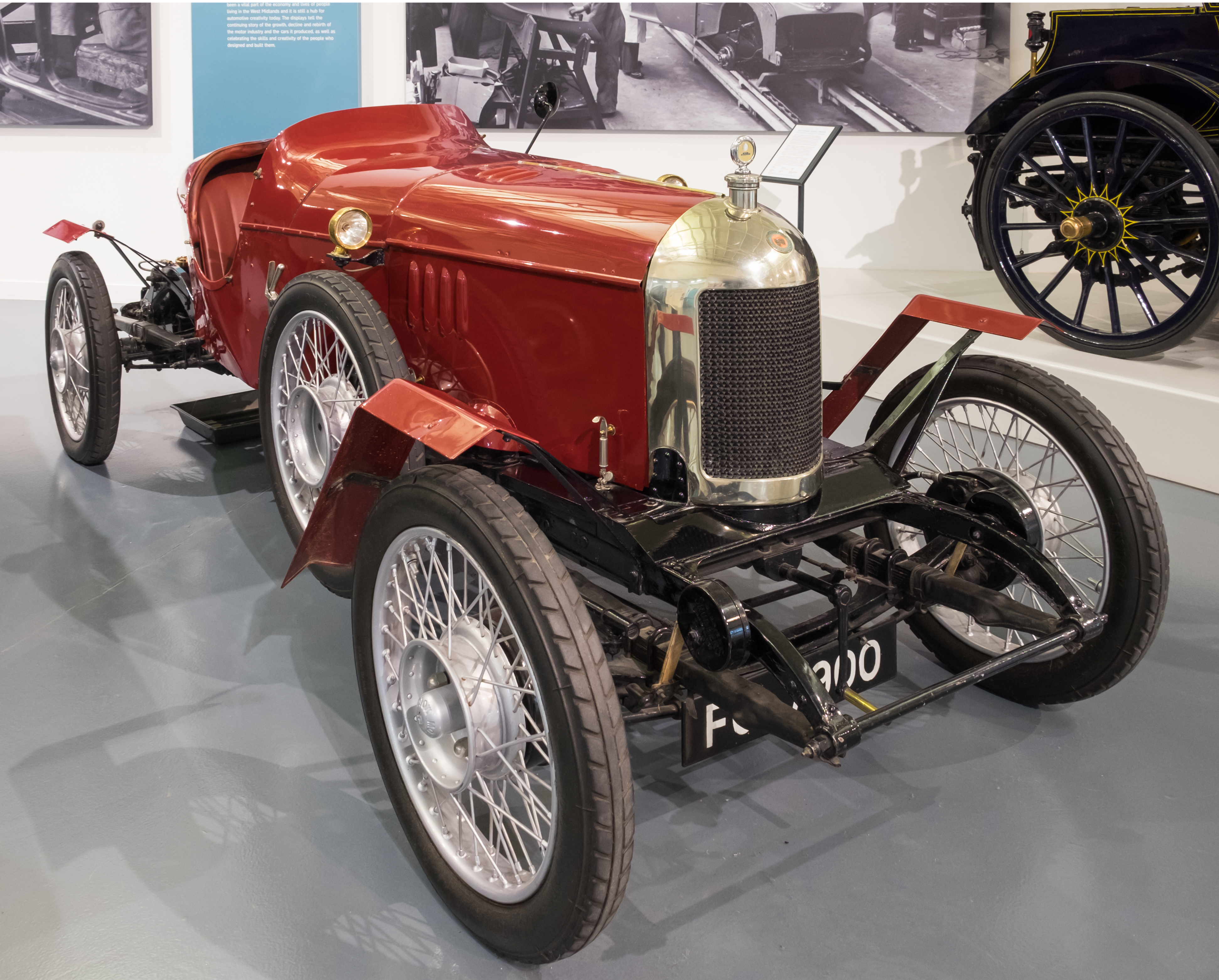
El automóvil especial construido en 1925 para Cecil Kimber, conocido como el MG 'Old Number One'

Kimber nació en Londres en 1888. Era hijo de Henry Kimber, ingeniero en un negocio de impresión, y de su esposa Fanny. Después de asistir a la Stockport Grammar School, se incorporó a la compañía de su padre, interesándose muy pronto por las motocicletas. Se compró una moto Rex, pero después de un accidente con la máquina de un amigo que le dañó severamente la pierna derecha, se aficionó a los automóviles, y en 1913 compró un Singer 10 HP. Este interés le hizo abandonar la empresa familiar, y en 1914 consiguió un trabajo en la empresa Sheffield-Simplex como asistente del diseñador jefe. Durante la Primera Guerra Mundial pasó a trabajar para AC Cars, y más adelante para el proveedor de componentes EG Wrigley. Realizó una gran inversión financiera personalmente en Wrigleys, pero perdió casi todo su dinero cuando la compañía llegó a un ruinoso acuerdo con Angus-Sanderson para quien había diseñado su radiador. Wrigley también había sido un importante proveedor de Morris Motors Limited, por lo que William Morris adquirió la empresa en 1923. Presumiblemente con la ayuda de algunos contactos, Kimber consiguió un trabajo en 1921 como gerente de ventas con Morris Garages, también una empresa privada propiedad de Morris (que la había fundado en 1909), y que además funcionaba como agencia de los automóviles Morris en Oxford. 
Mientras estaba en Morris Garages, desarrolló una gama de carrocerías especiales para los automóviles Morris, que se vendían bajo la marca MG. Finalmente, el éxito de esta actividad condujo en 1928 a la fundación de The MG Car Company, especializada en la producción de los automóviles deportivos MG. La nueva compañía se mudó de Oxford a Abingdon en 1929 y Kimber se convirtió en director general en julio de 1930. El principal accionista seguía siendo el propio William Morris, y en 1935 se vendió formalmente MG a Morris Motors, lo que significaba que Kimber ya no tenía el control exclusivo, y que debía seguir las instrucciones de la oficina central, lo que lo llevó a desilusionarse cada vez más con su papel en la empresa. 
Con el estallido de la Segunda Guerra Mundial, la producción de automóviles se detuvo y al principio MG se limitó a fabricar artículos básicos para las fuerzas armadas, hasta que Kimber obtuvo un contrato de trabajo en un avión, aunque sin obtener primero la aprobación de los directores de la empresa. Se le exigió que renunciara al contrato, y Kimber dejó la empresa en 1941. 
Pronto encontró trabajo, primero con el carrocero Charlesworth, y luego con el fabricante especializado de pistones Specialloid.

### Muerte
Kimber resultó muerto en el accidente ferroviario de King's Cross el domingo 4 de febrero de 1945, cuando acababa de subir al expreso de las 6:00 p. m. de Londres a Leeds. Poco después de salir de la estación y de entrar en el Túnel de Gasworks, las ruedas de la locomotora comenzaron a resbalar en una sección de carril recién renovado, que se encontraba en una pendiente ascendente. En la oscuridad, el maquinista no se dio cuenta de que el tren ya no avanzaba, y que había comenzado a retroceder a una velocidad de 6-7 millas por hora (9,7-11,3 km/h). El señalista se dio cuenta, e intentó evitar el choque con otro tren situado en la estación cambiando un desvío hacia una vía de andén vacía, pero ya era demasiado tarde. El coche trasero descarriló, rodó sobre un costado y quedó aplastado contra el soporte de acero del pórtico de señales principal. El compartimento de primera clase donde Kimber estaba sentado quedó arrasado, lo que le costó la vida junto con otro pasajero. 
Cecil Kimber se había casado dos veces, primero con Irene (Rene) Hunt, con quien tuvo dos hijas (Lisa y Jean); y después de que Irene muriese en 1938, se casó con Muriel Dewar. Fue elegido Presidente de la División de Automóviles de la Institución de Ingenieros Mecánicos.